# Basalt River
Basalt River är ett vattendrag i Australien. Det ligger i delstaten Queensland, omkring 1 100 kilometer nordväst om delstatshuvudstaden Brisbane.
Omgivningarna runt Basalt River är huvudsakligen savann. Trakten runt Basalt River är nära nog obefolkad, med mindre än två invånare per kvadratkilometer. Genomsnittlig årsnederbörd är 719 millimeter. Den regnigaste månaden är mars, med i genomsnitt 173 mm nederbörd, och den torraste är augusti, med 6 mm nederbörd.